# Youri Mulder
Youri Mulder (nacido el 23 de marzo de 1969 en Bruselas, Bélgica) es un exjugador de fútbol que ocupaba el rol de delantero. Jugó con la Selección de fútbol de los Países Bajos y además de jugar en el FC Twente, también lo hizo en el Schalke 04.

## Biografía
Es hijo de un exjugador del Ajax Ámsterdam y del Anderlecht, Jan Mulder. Mulder jugó en los categorías inferiores del Bossum y del Ajax antes de comenzar su carrera profesional en el FC Twente. Después de su paso por el Twente se trasladó a Alemania para jugar en el FC Schalke 04 la Bundesliga. Con este equipo ganó la Copa de la UEFA en el año 1997, además de ganar dos copas de Alemania en el año 2001 y 2002.
Mulder jugó también nueve partidos con la Selección de fútbol de los Países Bajos en los cuales anotó en tres ocasiones. Hizo su debut internacional el 16 de noviembre de 1994 y participó en la Eurocopa 1996.
Mulder se retiró en el año 2002, y actualmente es comentarista para la NOS TV.

## Clubes
| Club       | País         | Año       |
| ---------- | ------------ | --------- |
| FC Twente  | Países Bajos | 1990-1993 |
| Schalke 04 | Alemania     | 1993-2002 |

## Palmarés

### Campeonatos nacionales
| Título           | Club       | País     | Año  |
| ---------------- | ---------- | -------- | ---- |
| Copa de Alemania | Schalke 04 | Alemania | 2001 |
| Copa de Alemania | Schalke 04 | Alemania | 2002 |

### Copas internacionales
| Título          | Club       | País     | Año  |
| --------------- | ---------- | -------- | ---- |
| Copa de la UEFA | Schalke 04 | Alemania | 1997 |

- Datos: Q951412
- Multimedia: Youri Mulder / Q951412